# Lacul Morărenilor
Lacul Morărenilor este o arie protejată de interes național ce corespunde categoriei a IV-a IUCN (rezervație naturală de tip mixt), situată în județul Maramureș, pe teritoriul administrativ al comunei Ocna Șugatag

## Localizare
Aria naturală (cunoscută de localnici sub denumirea de Tăul Brebului) se află în partea central-nordică a județului Maramureș în nordul Munților Gutâi (grupă muntoasă a Carpaților Maramureșului și Bucovinei, aparținând de lanțul muntos al Carpaților Orientali) pe teritoriul sud-vestic al satului Breb, în imediata apropiere a drumului național DN18, care leagă municipiul Baia Mare de orașul Sighetu Marmației.

## Descriere
Rezervația naturală a fost declarată arie protejată prin Legea Nr. 5 din 6 martie 2000 publicată în Monitorul Oficial al României Nr. 152 din 12 aprilie 2000 (privind aprobarea planului de amenajare a teritoriului național - Secțiunea a III-a -  arii protejate) și se întinde pe o suprafață de 20 hectare.
Aria naturală situată în partea nordică a Munților Gutâi reprezintă o zonă de pădure, pajiști și luciu de apă (0,45 ha), cu o floră bogată în specii de alun (Corylus avellana), soc negru (Sambucus nigra), salcie aurită (Salix aurita), fag (Fagus sylvatica), (Menyanthes trifoliata) sau  curechi de munte (Dryopteris cristata)
Fauna este reprezentată de păsări, batracieni și reptile (rață sălbatică, corcodel mic, corcodel cu gât negru, broască cu burtă galbenă, broască roșie de munte, salamandră carpatică, viperă, șopârlă, etc.)

## Atracții turistice

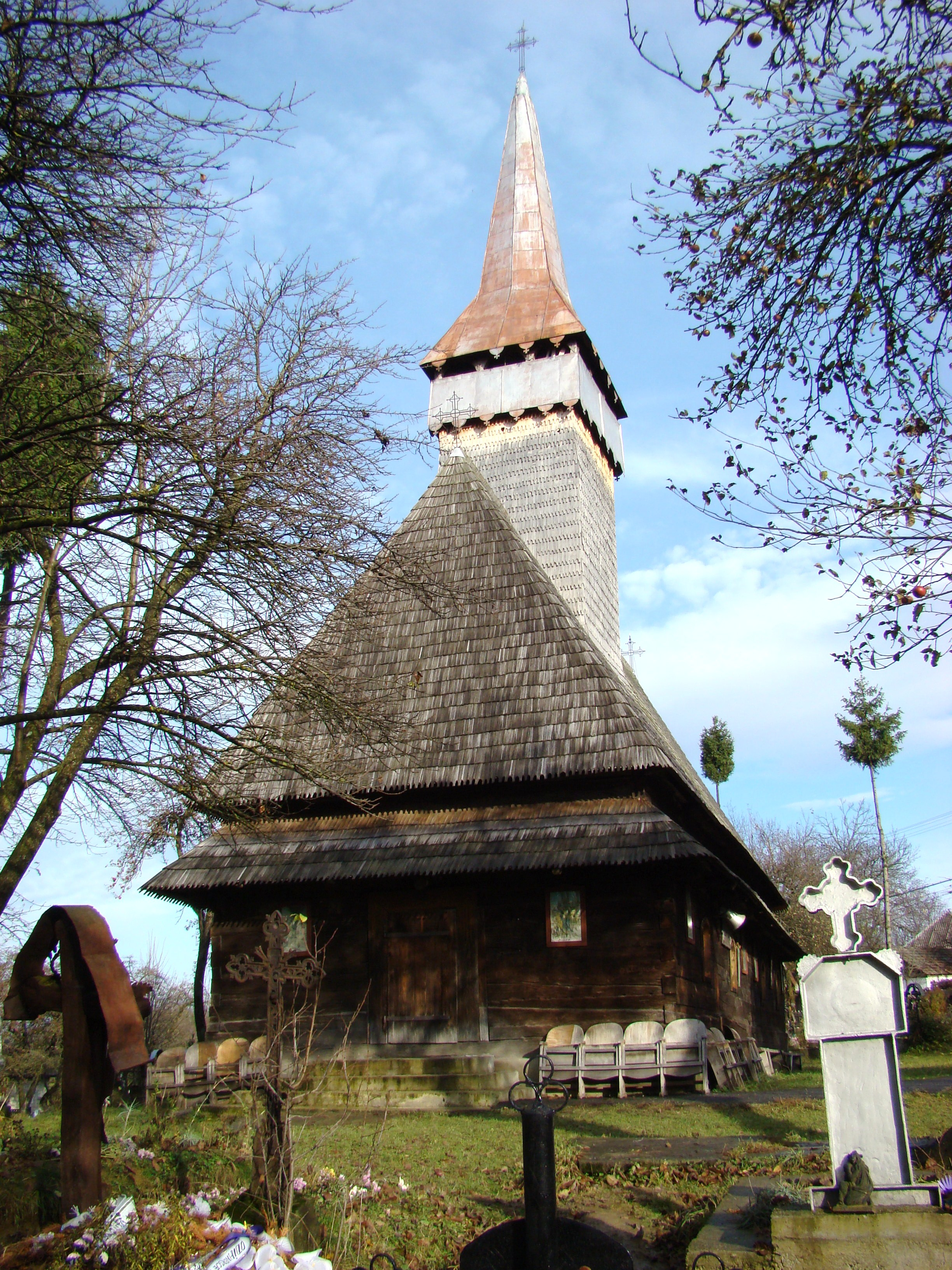
Biserica de lemn din Hoteni

În vecinătatea rezervației naturale se află mai multe obiective de interes turistic (lăcașuri de cult, monumente istorice, arii protejate, zone naturale), astfel:
- Biserica de lemn din Breb cu hramul „Sfinții Arhangheli Mihail și Gavriil”. Lăcașul de cult a fost construită în anul 1622 și figurează pe lista monumentelor istorice
- Biserica de lemn „Cuvioasa  Paraschiva” din Sat Șugatag, construcție 1642, monument istoric[6].
- Biserica de lemn din Hoteni (monument istoric) cu hramul „Sfinții Arhangheli Mihail și Gavril” a fost construită în anul 1790, în satul Slatina din Ucraina de azi, de unde a fost adusă în satul Hoteni după 1895
- Rezervația naturală Pădurea Crăiasa (44 ha)
- Munții Igniș